# Liste des cavités naturelles les plus longues de la Meuse
La liste des cavités naturelles les plus longues de la Meuse recense, sous forme de tableau(x), les cavités souterraines naturelles connues dans ce département français, dont le développement est supérieur ou égal à cent mètres.
La communauté spéléologique considère qu'une cavité souterraine naturelle n'existe vraiment qu'à partir du moment où elle est « inventée » c'est-à-dire découverte (ou redécouverte), inventoriée, topographiée et publiée. Bien sûr, la réalité physique d'une cavité naturelle est la plupart du temps bien antérieure à sa découverte par l'homme ; cependant tant qu'elle n'est pas explorée, mesurée et révélée, la cavité naturelle n'appartient pas au domaine de la connaissance partagée.
La liste spéléométrique des 24 plus longues cavités naturelles de la Meuse (≥ cent mètres) est actualisée à décembre 2019.
La plus longue cavité souterraine naturelle répertoriée dans le département de la Meuse est  « le réseau du Rupt-du-Puits », sur les communes de Beurey-sur-Saulx et Robert-Espagne (cf. ligne 1 du tableau ci-dessous).
| \| Histogramme de la répartition des plus longues cavités naturelles de la Meuse par classe de développement -- Les 24 cavités citées fin 2019 sont réparties en 4 classes de développement -- \| \| \| \| \| \| \| \| \| \| \| \| \| \| \| classe I >= 5 000 m 1 cavité[s] \| classe II >= 2 000 m et < 5 000 m 1 cavités \| classe III >= 1 500 m et < 2 000 m 1 cavités \| classe IV >= 100 m et < 1 500 m 21 cavités \| \| |                                 |                                             |                                              |                                            |  |
| Le graphique qui aurait dû être présenté ici ne peut pas être affiché car il utilise l'ancienne extension Graph, désactivée pour des questions de sécurité. Des indications pour créer un nouveau graphique avec la nouvelle extension Chart sont disponibles ici . |                                 |                                             |                                              |                                            |  |
| Histogramme de la répartition des plus longues cavités naturelles de la Meuse par classe de développement -- Les 24 cavités citées fin 2019 sont réparties en 4 classes de développement -- |                                 |                                             |                                              |                                            |  |
| |                                 |                                             |                                              |                                            |  |
| | classe I >= 5 000 m 1 cavité[s] | classe II >= 2 000 m et < 5 000 m 1 cavités | classe III >= 1 500 m et < 2 000 m 1 cavités | classe IV >= 100 m et < 1 500 m 21 cavités |  |

## Cavités de la Meuse (France) de développement supérieur à5 000 mètres
1 cavité est recensée dans cette « classe I » au 31 décembre 2019.
| Réf. | Cavité (autres noms)    | Commune                                                    | Massif ou zone | Coordonnées (WGS 84)        | Développe. (mètres) | Dénivel. (mètres) | Sources ou références                                | Mise à jour |
| ---- | ----------------------- | ---------------------------------------------------------- | -------------- | --------------------------- | ------------------- | ----------------- | ---------------------------------------------------- | ----------- |
| 1    | Réseau du Rupt-du-Puits | Beurey-sur-Saulx, Robert-Espagne, Trois-Fontaines-l'Abbaye |                | 48° 44′ 50″ N, 5° 01′ 19″ E | +017 400, m         | +0053, m          | plongeesout.com, & Maison Lorraine de la Spéléologie | 2015-06     |

## Cavités de la Meuse (France) de développement compris entre2 000 mètreset4 999 mètres
1 cavité est recensée dans cette « classe II » au 31 décembre 2019.
| Réf. | Cavité (autres noms)            | Commune           | Massif ou zone | Coordonnées (WGS 84)        | Développe. (mètres) | Dénivel. (mètres) | Sources ou références                              | Mise à jour |
| ---- | ------------------------------- | ----------------- | -------------- | --------------------------- | ------------------- | ----------------- | -------------------------------------------------- | ----------- |
| 2    | Ruisseau souterrain de la Dorma | L'Isle-en-Rigault |                | 48° 42′ 25″ N, 5° 00′ 30″ E | +003 000, m         | +0033, m          | Spelunca n°112 & Maison Lorraine de la Spéléologie | 2015-06     |

## Cavités de la Meuse (France) de développement compris entre1 500 mètreset1 999 mètres
1 cavité est recensée dans cette « classe III » au 31 décembre 2019.
| Réf. | Cavité (autres noms)   | Commune              | Massif ou zone | Coordonnées (WGS 84)        | Développe. (mètres) | Dénivel. (mètres) | Sources ou références                                                     | Mise à jour |
| ---- | ---------------------- | -------------------- | -------------- | --------------------------- | ------------------- | ----------------- | ------------------------------------------------------------------------- | ----------- |
| 3    | Fontaine de la Bezerne | Cousances-les-Forges |                | 48° 36′ 56″ N, 5° 04′ 56″ E | +001 688, m         | +0020, m          | plongeesout.com, Maison Lorraine de la Spéléologie & Sous le Plancher n°9 | 2015-06     |

## Cavités de la Meuse (France) de développement compris entre100 mètreset1 499 mètres
21 cavités sont recensées dans cette « classe IV » au 31 décembre 2019.
| Réf. | Cavité (autres noms)                    | Commune                 | Massif ou zone | Coordonnées (WGS 84)        | Développe. (mètres) | Dénivel. (mètres) | Sources ou références                                     | Mise à jour |
| ---- | --------------------------------------- | ----------------------- | -------------- | --------------------------- | ------------------- | ----------------- | --------------------------------------------------------- | ----------- |
| 4    | Ruisseau souterrain de Jean-d’Heurs     | L'Isle-en-Rigault       |                | 48° 42′ 16″ N, 5° 00′ 46″ E | +001 300, m         | +0034, m          | Maison Lorraine de la Spéléologie                         | 2015-06     |
| 5    | Réseau de l'Avenir - Grande viaille     | Savonnières-en-Perthois |                | 48° 36′ 02″ N, 5° 07′ 45″ E | +001 080, m         | +0045, m          | Maison Lorraine de la Spéléologie                         | 2015-06     |
| 6    | Réseau du Crâne                         | L'Isle-en-Rigault       |                | 48° 42′ 36″ N, 4° 59′ 54″ E | +000900, m          | +0033, m          | Spelunca n°133, Maison Lorraine de la Spéléologie & IKARE | 2015-06     |
| 7    | Ruisseau souterrain de Taillancourt     | Taillancourt            |                | 48° 31′ 44″ N, 5° 41′ 29″ E | +000680, m          | +0008, m          | Spéléométrie de la France & IKARE                         | 2015-06     |
| 8    | Grotte du Cimetière                     | Combles-en-Barrois      |                | 48° 45′ 13″ N, 5° 07′ 23″ E | +000640, m          | +0040, m          | Maison Lorraine de la Spéléologie                         | 2015-06     |
| 9    | Rivière souterraine du Haut de La Lonne | L'Isle-en-Rigault       |                | 48° 42′ 16″ N, 5° 00′ 46″ E | +000500, m          | +0022, m          | Spelunca n°105                                            | 2015-06     |
| 10   | Réseau de la Sonnette                   | Savonnières-en-Perthois |                | 48° 36′ 16″ N, 5° 07′ 29″ E | +000500, m          | +0065, m          | Maison Lorraine de la Spéléologie                         | 2015-06     |
| 11   | Geyser de Sichatel                      | Haironville             |                | 48° 41′ 17″ N, 5° 05′ 33″ E | +000500, m          | +0010, m          | Spelunca no 149                                           | 2021-09     |
| 12   | Grotte de Troussey,                     | Troussey                |                | 48° 41′ 08″ N, 5° 39′ 46″ E | +000470, m          | +0000, m          | Spéléométrie de la France & IKARE                         | 2015-06     |
| 13   | Grotte de la Mandre                     | Cousances-les-Forges    |                | 48° 37′ 43″ N, 5° 05′ 03″ E | +000404, m          | +0004, m          | Maison Lorraine de la Spéléologie                         | 2015-06     |
| 14   | Gouffre du Lion                         | Ancerville              |                | 48° 38′ 17″ N, 5° 01′ 19″ E | +000275, m          | +0050, m          | Maison Lorraine de la Spéléologie                         | 2000-12     |
| 15   | Grotte de l'Entonnoir                   | Cousances-les-Forges    |                | 48° 37′ 56″ N, 5° 04′ 27″ E | +000260, m          | +0006, m          | Maison Lorraine de la Spéléologie                         | 2000-12     |
| 16   | Gouffre Bernard                         | Ancerville              |                | 48° 39′ 47″ N, 5° 00′ 21″ E | +000245, m          | +0028, m          | Maison Lorraine de la Spéléologie                         | 2000-12     |
| 17   | Grotte du Siphon                        | Beurey-sur-Saulx        |                | 48° 44′ 42″ N, 4° 59′ 39″ E | +000200, m          | +0028, m          | Maison Lorraine de la Spéléologie                         | 2000-12     |
| 18   | Gouffre des Chatières                   | Savonnières-en-Perthois |                | 48° 36′ 20″ N, 5° 08′ 08″ E | +000190, m          | +0023, m          | Maison Lorraine de la Spéléologie                         | 2000-12     |
| 19   | Gouffre du Bois Brûlé                   | Sommelonne              |                | 48° 41′ 21″ N, 5° 01′ 56″ E | +000170, m          | +0029, m          | Maison Lorraine de la Spéléologie                         | 2000-12     |
| 20   | Grande Fontaine                         | Sommelonne              |                | 48° 40′ 18″ N, 5° 02′ 24″ E | +000168, m          | +0007, m          | Maison Lorraine de la Spéléologie                         | 2000-12     |
| 21   | Grotte des Sarrasins                    | Ancerville              |                | 48° 37′ 44″ N, 5° 02′ 11″ E | +000160, m          | +0025, m          | Maison Lorraine de la Spéléologie                         | 2000-12     |
| 22   | Gouffre de la Besace                    | Savonnières-en-Perthois |                | 48° 36′ 28″ N, 5° 07′ 14″ E | +000160, m          | +0063, m          | Maison Lorraine de la Spéléologie                         | 2000-12     |
| 23   | Gouffre de la Pélagie                   | Savonnières-en-Perthois |                | 48° 36′ 54″ N, 5° 07′ 50″ E | +000120, m          | +0040, m          | Maison Lorraine de la Spéléologie                         | 2000-12     |
| 24   | Gouffre des Cascades                    | L'Isle-en-Rigault       |                | 48° 42′ 14″ N, 5° 01′ 30″ E | +000100, m          | +0048, m          | Maison Lorraine de la Spéléologie                         | 2000-12     |